# Bocsárdi László
Bocsárdi László (Marosvásárhely, 1958. október 6. –) Jászai Mari-díjas (2003) romániai magyar rendező, színházigazgató, a romániai és az összmagyar színházi élet egyik legfontosabb rendezője.

## Életút
Szülei: Bocsárdi Márton és Kacsó Margit. 1978-1984 között a Traian Vuia Vegyészmérnöki Főiskola hallgatója volt Temesvárott. A diploma megszerzése után Gyergyószentmiklósra költözött. 1984-1989 között a gyergyószentmiklósi Figura Kísérleti Színház alapító-vezetője volt. Ez „Erdély hetedik színháza”. 1990-1994 között a Figura Stúdió Színház művészeti vezetője volt. 1995-ben a Marosvásárhelyi Színművészeti Egyetemen szerzett rendező diplomát Tompa Gábor tanítványaként. Ugyanettől az évtől a sepsiszentgyörgyi Tamási Áron Színház művészeti aligazgatója, majd 2005-től igazgatója lett.
Sajátos formanyelvére, színházi gondolkodására, előadásai frissességére hamar felfigyeltek.

## Magánélete
1982-ben házasságot kötött Angi Gabriellával. Egy fiuk született; Magor (1990).

## Színházi rendezései
A Színházi adattárban regisztrált bemutatóinak száma: 41.
| - Alfred Jarry: Übü király (1991) - Jevgenyij Svarc: A sárkány (1992) - Castellani: Játék a tékozló fiúról (1993) - Ödön von Horváth: Kasimir és Karoline (1994) - Euripidész: Iphigeneia Auliszban (1994) - Svarc: Az árnyék (1995) - Lope de Vega: A kertész kutyája (1995) - Henrik Ibsen: A nép ellensége (1996) - Witkiewicz: Vízityúk (1996) - Rablótámadás (1996) - Tamási Áron: Vitéz lélek (1997) - Euripidész: Alkésztisz (1998) - Tamási Áron: Ősvigasztalás (1998) - Turgenyev: Isten hozott, szellő (1999) - William Shakespeare: Szeget szeggel (1999) - Luigi Pirandello: Az ember, az állat és az erény (2000) - Federico García Lorca: Vérnász (2000) - Katona József: A királynőt megölni nem kell félnetek? (2000) | - Szophoklész: Antigoné (2001, 2003) - Slobodzianek: Ilja Próféta (2001, 2010) - Tamási Áron: A csoda (2002, 2008) - William Shakespeare: Romeo és Júlia (2002) - William Shakespeare: Titus Andronicus (2003) - Pirandello: Öltöztessük fel a mezteleneket! (2004) - Bertolt Brecht: Jóembert keresünk (2004) - William Shakespeare: Othello, a velencei mór (2004) - Szophoklész: Élektra (2006) - Synge: A nyugati világ bajnoka (2006) - William Shakespeare: Lear király (2006-2007) - Witold Gombrowicz: Yvonne, burgundi hercegnő (2008) - Molière: A mizantróp (2009) - Ödön von Horváth: Mit csinál a kongresszus? (2009) - Pirandello: Nem tudni, hogyan (2010) - William Shakespeare: A velencei kalmár (2011) - William Shakespeare: Hamlet (2013) - Molière: Tartuffe – Komédiaszínház, Bukarest (2014) - Elektra – Állami Német Színház, Temesvár (2015) - Tadeusz Słobodzianek: A mi osztályunk – Román Nemzeti Színház, Kolozsvár (2015) - Sergi Belbel: Halál – Stúdió Színház, Marosvásárhely (2016) - Moliére: Dandin György, Ariel Színház, Râmnicu Vâlcea (2016) - William Shakespeare: Tévedések vígjátéka – Szatmárnémeti Északi Színház, Harag György Társulat (2017) - G. Puccini: Tosca – Szegedi Szabadtéri Játékok (2017) - Bulgakov 17 – Marosvásárhelyi Nemzeti Színház – Liviu Rebreanu társulat, Marosvásárhely (2017) - I. L. Caragiale: Zűrzavaros éjszaka, Alexandru Davila Színház, Pitești (2018) - Moliére: Scapin – Szatmárnémeti Északi Színház, Harag György Társulat (2019) - Moliére: Tartuffe – Katona József Színház, Budapest (2019) - Ödön Von Horváth: Kasimir și Karoline, Marosvásárhelyi Nemzeti Színház – Liviu Rebreanu társulat, Marosvásárhely (2020) - Örkény István: Tóték, Tamás Áron Színház, Sepsiszentgyörgy (2021) |

## Filmjei
- A nagy fejedelem (1997)

## Díjai
- 1997 – az E.M.K.E. Kádár Imre-díja a Vitéz lélek című előadás rendezéséért és a Tamási Centenárium szervezéséért
- 1998 – A Kovászna Megyei Tanács Díja a Kultúra Szabadságáért
- 2003 – a Nemzeti Kulturális Örökség Minisztériumának Jászai Mari-díja
- 2003 – a Román Művelődési Minisztérium Országos Rendezői Díja (Shakespeare: Rómeó és Júlia)
- 2005 – Uniter jelölés a Legjobb előadás kategóriában (Shakespeare: Othello)
- 2005 – Uniter jelölés a Legjobb rendezés kategóriában (Shakespeare: Othello)
- 2008 – Uniter jelölés a Legjobb rendezés kategóriában (Molière: Don Juan)
- 2009 – Uniter jelölés a Legjobb rendezés kategóriában (Gombrowicz: Yvonne, burgundi hercegnő)
- 2009 – Uniter jelölés a Legjobb előadás kategóriában (Gombrowicz: Yvonne, burgundi hercegnő)
- 2010 – Uniter jelölés a Legjobb rendezés kategóriában (Shakespeare: A velencei kalmár)